# بروس هيو
بروس هيو (بالإنجليزية: Bruce Vaughan)‏ هو لاعب غولف أمريكي، ولد في 10 سبتمبر 1956 في كانكاكي في الولايات المتحدة.

## وصلات خارجية
- بروس هيو على موقع رابطة لاعبي الغولف المحترفين (الإنجليزية)
- بروس هيو على موقع التصنيف العالمي الرسمي للغولف (الإنجليزية)